# Platypolia loda
Platypolia loda là một loài bướm đêm trong họ Noctuidae.